# 本多真梨子
本多 真梨子（ほんだ まりこ、10月3日 - ）は、日本の女性声優。神奈川県出身。アミュレート所属。

## 人物
元々漫画、アニメ、ゲームが好きで高校2年生のときに見た『クロノクルセイド』の主人公役である川上とも子の演技に胸を打たれ、自分も同じように感じてもらえる台詞を言いたいと思ったことが声優を目指すきっかけとなった。声優になりたいと両親に話すと大反対され、演技経験はなく人前に出て話したり授業で手を挙げることも苦手な娘が言い出したことに母は泣くほどだったが半年かけて説得、高校を出た後に両親の意向で短大卒の資格が得られる日本工学院専門学校に入る。
その後、アミューズメントメディア総合学院東京校にも入り、卒業時に合格すれアニメにレギュラー出演できる「電撃アニメDE夢実現 AMG声優☆誕生コンテスト」で永井孝則とともに優勝し、『我が家のお稲荷さま。』でデビュー。『生徒会の一存』でヒロイン役に抜擢された。声優ユニット「碧陽学園生徒会」のメンバーでもある。
『おまもりひまり』で共演した小清水亜美から「うなぎちゃん」という愛称で呼ばれている。
2013年5月10日付けでプロダクション・エースを離れ、フリーで活動。12月1日付けでアミュレートへ移籍した。
2015年10月より不定期で個人イベント「本多真梨子のもさもさ物語」を開催。
2020年10月3日、自身の誕生日にYouTubeチャンネルを開設し、愛犬「ここあ」との日常を投稿している。また、ライブでは不定期でゲーム実況を行ったり、誕生日と年末にカウントダウンライブを実施している。

## 出演
太字はメインキャラクター。

### テレビアニメ
2008年
- 我が家のお稲荷さま。（矢野めぐみ、岸田、映画の女性、女生徒 他）

2009年
- 生徒会の一存（2009年 - 2013年、桜野くりむ、ヌコ） - 2シリーズ

2010年
- おまもりひまり（加耶、女子生徒）
- そらのおとしものf（中井凛、女子、朝のニュース2）

2011年
- 快盗天使ツインエンジェル〜キュンキュン☆ときめきパラダイス!!〜（生徒C）
- これはゾンビですか?（2011年 - 2012年、生徒、女生徒、リリア） - 2シリーズ
- STEINS;GATE（2011年 - 2018年、メイド、中瀬克美） - 2シリーズ
- 日常（相生祐子）
- リングにかけろ 世界大会編（パンドラ）

2012年
- アドリブアニメ研究所（秋葉）
- うぽって!!（ガリル）
- 咲-Saki- 阿知賀編 episode of side-A（浅見花子）

2013年
- アウトブレイク・カンパニー（ロミルダ・ガルド）
- 宇宙戦艦ヤマト2199（笠原真希、宮澤ちづる、島大介〈少年〉、SID〈コスモファルコン〉、SID〈100式空間偵察機〉、女性クルー、ガミラスの少女）
- 聖闘士星矢Ω（セレーネ）
- ファンタジスタドール（岡崎れいか、トゥネ、ヴィヴィ）
- ブラッドラッド（麻由）
- 勇者になれなかった俺はしぶしぶ就職を決意しました。（カワモト君）

2014年
- エスカ&ロジーのアトリエ 〜黄昏の空の錬金術士〜（ルシル・エルネラ）
- ロボットガールズZ（Zちゃん〈マジンガーZ〉）
- 極黒のブリュンヒルデ（八田結花）
- フューチャーカード バディファイト（2014年 - 2016年、富士宮風音、火之神エンラ、武装騎神デュナミス） - 2シリーズ

2015年
- えとたま（イヌたん）
- パンチライン（伊里達秋奈）

2016年
- キズナイーバー（和田）
- 逆転裁判 〜その「真実」、異議あり!〜（松竹梅世）
- この美術部には問題がある!（小枝木千佳）
- B-PROJECT〜鼓動*アンビシャス〜（女子高生A）
- ワガママハイスペック（鹿苑寺かおるこ、お母さん）

2017年
- AKIBA'S TRIP -THE ANIMATION-（水道橋）
- アイドル事変（ボス猫）
- CHAOS;CHILD（高柳桃寧）
- けものフレンズ（2017年 - 2019年、ライオン） - 2シリーズ
- スナックワールド（2017年 - 2018年、ペンギンナイトA、スライム、赤ずきん48、コロネ）
- 6HP/シックスハートプリンセス（牟礼ゆかり / イエロープリンセス）
- 王様ゲーム The Animation（丸岡香織）
- 魔法陣グルグル（クルジェ）

2018年
- 恋は雨上がりのように（石井）
- ドラえもん（テレビ朝日版第2期）（子どもC）
- 踏切時間（黒部）
- ヒナまつり（新田美佳）
- キラッとプリ☆チャン（永辻まとん）

2019年
- 指先から本気の熱情-幼なじみは消防士-（2019年 - 2021年、渡辺翠） - 2シリーズ / 通常版

2020年
- 群れなせ!シートン学園（穴蜜テル）
- 異種族レビュアーズ（フランパー）
- 神之塔 -Tower of God-（2020年 - 2024年、ユリ・ザハード） - 3シリーズ
- 異常生物見聞録（ワタリガラス）
- 100万の命の上に俺は立っている（2020年 - 2021年、ほっしー、教師〈小学校〉、ベリリ、妻、召使い） - 2シリーズ

2021年
- 恋と呼ぶには気持ち悪い（鈴木）
- スーパーカブ（生徒）

2022年
- ブッチギレ!（お糸、サクヤの母、女中、留吉、迷子 他）
- 咲う アルスノトリア すんっ!（岐伯）

2023年
- おとなりに銀河（まちの級友）
- 絆のアリル（XRT生徒1、XR生徒1） - 2シリーズ
- 百姓貴族（2023年 - 2024年、イシイさん、女子高校生、小学生、荒川家三女、人懐こい黒猫 他） - 2シリーズ
- 暴食のベルセルク（ミリア）
- 経験済みなキミと、経験ゼロなオレが、お付き合いする話。（黒瀬明恵）

2024年
- 外科医エリーゼ（翔子）
- 結婚するって、本当ですか（千森先生）

時期未発表
- ニワトリ・ファイター（エリザベス）

### 劇場アニメ
- 台風のノルダ（2015年、委員長、東シュウイチ〈7歳〉）

### OVA
- 日常「日常の0話」（2011年、相生祐子）
- 青空嫌いの嘘つきセミ子（2014年、セミ子） - コミックス アニメイト限定セット
- 姉ログ（2014年 - 2015年、冴木風花） - コミックス第6巻・第7巻DVD付限定版

### Webアニメ
- 地獄ようちえん（2013年、リヴァイアちゃん）
- ロボットガールズZ プラス（2015年、Zちゃん〈マジンガーZ〉[36]）
- メギド72 The short animation 長き戦旅の傍らで（2019年、町民2）
- ニンジャボックス（2019年、チョリオ）
- えとたま〜猫客万来〜（2021年、イヌたん[37]）
- Fate/Grand Order 藤丸立香はわからない Season2（2024年、トラロック、アマゾネスB、犬士）
- 〈物語〉シリーズ オフ&モンスターシーズン（2024年、大城誠子）

### ゲーム
2010年
- 生徒会の一存 -DSする生徒会-（桜野くりむ）
- BLUE ROSES 〜妖精と青い瞳の戦士たち〜（ユーフェミア）

2011年
- 日常〈宇宙人〉（相生祐子）

2012年
- Glass Heart Princess（千賀皐月）
- スタプラ!（篠之森真夜）
- 断罪のマリア 〜ラ・カンパネラ〜（嘆きのアンナ）

2013年
- 英国探偵ミステリア（セーラ・マープル）
- エスカ&ロジーのアトリエ 〜黄昏の空の錬金術士〜（ルシル・エルネラ）
- Glass Heart Princess:PLATINUM（千賀皐月）
- サモンナイト5（ペリエ）
- 生徒会の一存 Lv.2 PORTABLE（桜野くりむ）
- マジカルバトルフェスタ（真宮雷華）
- 嫁コレ（桜野くりむ）

2014年
- アイドリズム（東雲うめ）
- といてすすんで! なぞときキャッスル（うさぎのラッピー）
- ロボットガールズZ ONLINE（Zちゃん〈マジンガーZ〉、ロボッ娘ジュニア）
- CHAOS;CHILD（高柳桃寧）

2015年
- アンジュ・ヴィエルジュ 〜第2風紀委員 ガールズバトル〜（琴吹文、リア・モリアーティ）
- エスカ&ロジーのアトリエ Plus 〜黄昏の空の錬金術士〜（ルシル・エルネラ）
- オルタンシア・サーガ -蒼の騎士団-（ルナ、ニーナ）
- 激次元タッグ ブラン+ネプテューヌVSゾンビ軍団（天王星うずめ / オレンジハート）
- 限界凸起 モエロクリスタル（ツブテ）
- PSYCHO-PASS サイコパス 選択なき幸福（姫川紫）
- 車なごコレクション（フォレスター、レヴォーグ）
- STEINS;GATE 0（中瀬克美）
- しんぐんデストロ〜イ!（Zちゃん）
- 新次元ゲイム ネプテューヌVII（天王星うずめ / オレンジハート、暗黒星くろめ）
- 絶対迎撃ウォーズ（ランドール）
- 超銀河船団（アオイ・ハルコ）
- 超次元大戦 ネプテューヌVSセガ・ハード・ガールズ 夢の合体スペシャル（天王星うずめ / オレンジハート）
- ヴァリアントナイツ（エリザ＝フランチェスカ）
- フューチャーカード バディファイト 友情の爆熱ファイト!（富士宮風音）
- ラングリッサー リインカーネーション -転生-（フロレンティア・ユースティーツ）

2016年
- 祝姫（春宮椿子）
- VALKYRIE ANATOMIA -THE ORIGIN-（ルチア）
- かんぱに☆ガールズ（ハヅキ・ナス）
- グランブルーファンタジー（2016年 - 2022年、ラッパ、イーニー、先代の亥神、カリュブディス 他）
- グリムノーツ（猪八戒、ドロシー、カオス・ドロシー）
- 限界凸旗 セブンパイレーツ（リンド）
- サモンナイト6 失われた境界たち（ペリエ）
- ドリフトガールズ（田苗椿妃）
- 白猫プロジェクト（パニッシュ）
- プラスティック・メモリーズ（萌葱ユウ）

2017年
- 祝姫 -祀-（春宮椿子）
- 御城プロジェクト:RE（マルボルク城、千早城）
- CHAOS;CHILD らぶchu☆chu!!（高柳桃寧）
- かまいたちの夜 輪廻彩声（北野啓子）
- 新次元ゲイム ネプテューヌ VII R（天王星うずめ / オレンジハート、暗黒星くろめ）
- 戦場のツインテール（ケンジェアン）
- 天下統一ぷろじぇくと（武田勝頼）
- 四女神オンライン CYBER DIMENSION NEPTUNE（天王星うずめ）
- ワガママハイスペック（鹿苑寺かおるこ）
- スーパーロボット大戦X-Ω（Zちゃん）
- メギド72（2017年 - 2023年、フルフル、アンドロマリウス）
- 千の刃濤、桃花染の皇姫（閑倉五十鈴）

2018年
- モン娘☆は〜れむ（Zちゃん）
- CARAVAN STORIES（エルヴィ）
- 暗黒騎士団長と青春ガール（アリサ）
- モンスターストライク（2018年 - 2025年、アーチェラ、愛染明王、パーティナ、コディエゴス）
- キングスレイド（モーラ）
- グランドチェイス-次元の追跡者（オリビア）
- 共闘ことばRPG コトダマン（ライオン）

2019年
- エンゲージプリンセス〜眠れる姫君と夢の魔法使い〜（ジュリアン）
- ASTRAL CHAIN
- イースIX -Monstrum NOX-（メリサ）
- けものフレンズ3（ライオン）

2020年
- ART CODE SUMMONER（アルブレヒト・デューラー）
- メガミラクルフォース（天王星うずめ / オレンジハート、暗黒星くろめ）
- エースヴァージン：再出撃（エタンダールIV、SH-5 水轟五型）
- ファイナルファンタジーVII リメイク
- クイズRPG 魔法使いと黒猫のウィズ（アーツェ・アーカイラス）
- No Straight Roads（イヴ）
- Go!Go!5次元GAME ネプテューヌ re★Verse（天王星うずめ / オレンジハート）

2021年
- 咲う アルスノトリア（岐伯）
- DCスーパーヒーローガールズ ティーンパワー（ロイス・レイン）
- 東方ダンマクカグラ（霧雨魔理沙）

2022年
- Relayer（マーキュリー）
- アークナイツ（カゼマル）
- ANONYMOUS;CODE（京極彩羽〈イロハ〉）
- Fate/Grand Order（2022年 - 2025年、トラロック / ウィツィロポチトリ / テノチティトラン）

2023年
- ヘブンバーンズレッド（習志野ドーム住民、老婆 他）

2024年
- ファイナルファンタジーVII リバース
- 岩倉アリア（宮内スイ）
- 爆走次元ネプテューヌ VS 巨神スライヌ（天王星うずめ）
- レゾナンス:無限号列車（エリオット）
- 魔導物語 フィアと不思議な学校（トリオ・ザ・バンシー）

### ドラマCD
- 一生続けられない仕事〜譲れない想い〜(真行寺みほ[119])
- 妹がお兄ちゃん♡すぎて眠れないCD（こよみ[120]）
- おふれこタイムス（湯沢夢実[121]）
- Glass Heart Princess:PLATINUM ドラマCD 〜時をかけて来た少女〜（千賀皐月[122]）
- ギヴン（佐藤真冬〈幼少〉）
- 小悪魔ティーリと救世主!?（フォーチュン[123]）
- 好物はこっそりかくして腹のなか（ノエル〈幼少期〉[124]）
- シュレディンガーの猫耳少女（イープル・メーテルルリンク[125]）
- 超次元大戦 ネプテューヌVSセガ・ハード・ガールズ 夢の合体スペシャル ドラマCD「楽屋裏のガールズ☆トーク」（天王星うずめ）※限定版特典
- ひだまりが聴こえる-幸福論-（サト）
- 百錬の覇王と聖約の戦乙女（アルベルティーナ、クリスティーナ[126]）
- 魔技科の剣士と召喚魔王（レメゲトン）
- 南鎌倉高校女子自転車部（森渚[127]）※単行本第5巻ドラマCD付き初回限定版
- 理想のヒモ生活（ヴァネッサ[128]）※文庫12巻ドラマCD付き限定特装版

### 吹き替え

#### 映画
- 悪霊館（ハンナ / マディソン・リンツ）
- 恋のときめき乱気流（ジュリー / リュディヴィーヌ・サニエ）
- 519号室（ケイティ）
- ザ・ホール（ジュリー・キャンベル / ヘイリー・ベネット）
- 新クライモリ デッド・フィーバー（ルーシー）
- スパイ・ファミリー（スカーレット / メラニー・ストーン）
- セレブな彼女の落とし方（リサ・テイラー / タラ・リード）
- テイキング・オブ・デボラ・ローガン（ミア・メディナ / ミシェル・アン）
- ファミリー・ツリー（スコッティ・キング / アマラ・ミラー）
- ミュータント・ニンジャ・タートルズ：影＜シャドウズ＞（アレッサンドラ / アレッサンドラ・アンブロージオ）
- トランス・ワールド（サマンサ / キャサリン・ウォーターストーン）
- マイ・デンジャラス・ビューティー（シックス / アンバー・ハード）
- ライジング・ドラゴン（ボニー）
- 乱気流/タービュランス・アタック（ベティ）

#### ドラマ
- ウェイワード・パインズ 出口のない街 シーズン2（ルーシー）
- コールドケース6 #7（セス・ラングレン〈少年期〉）
- ザ・ポリティシャン[129]
- シリコンバレー #7（シャーロット）
- リーサル・ウェポン (テレビドラマ)[130] ※Season3、Episode13
- レイ・ドノヴァン3（テレサ / アリッサ・ディアス）
- レイ・ドノヴァン ザ・フィクサー シーズン4（テレサ / アリッサ・ディアス）[131]
- レジェンド・オブ・トゥモロー[132] ※サード・シーズン、Episode4

#### アニメ
- ディノ・キング 恐竜王国と炎の山の冒険（ジュニア）
- ミラキュラス レディバグ&シャノワール（ローズ / プリンセス・フレグランス、ジュレカ / リフレクタ、ヌールー、ペニー / トラブルメーカー、エラ / サポティス、クララ）
- トロールズ
- DCスーパーヒーロー・ガールズ（ロイス・レイン[133]）

### デジタルコミック
- 青春ヘビーローテーション（2020年、古沢つぐみ[134]）

### ラジオ
※はインターネット配信。
- 碧陽学園☆校内放送（2009年、『生徒会の一存』テレビアニメ公式サイト※・角川アニメチャンネル※）
- 碧陽学園☆校内放送 放課後編（2010年、『生徒会の一存』テレビアニメ公式サイト※・角川アニメチャンネル※）
- 本多真梨子のもさもさ王国（2011年 - 2013年、声優アニメイト※）[135]
- 日常のラヂオ（2011年、『日常』テレビアニメ公式サイト※・ランティスウェブラジオ※）
- ナビンと勇者のラジオの時間ですよ!（2012年 - 2013年、HiBiKi Radio Station※）
- 碧陽学園☆校内放送 Lv.2（2012年 - 2013年、『生徒会の一存』テレビアニメ公式サイト※・角川アニメチャンネル※）
- ロボガラジオ 聞かなきゃ全員フルボッコだZ!（2013年 - 2014年、HiBiKi Radio Station※）
- ロボガラジオ 聞かなきゃ全員フルボッコだZ!プラス（2015年、HiBiKi Radio Station※）[136]
- 祝姫 シャチホコ部出張版（2015年、HiBiKi Radio Station※）[137]
- 本多真梨子・戸田めぐみの ほんとだ!（2018年 - 2019年、超!A&G+※・ニコニコチャンネル※）[138]

### インターネットテレビ
- 猫ブース鬼パーセント芋 （ニコニコ生放送「オープンソースチャンネル」：プレ配信 2014年3月28日、隔週配信 2014年4月8日 - ）不定期での出演

### ナレーション
- アミューズメントメディア総合学院（ラジオCM）
- スギナビマニア ハートトゥハート（OSCM）
- 蹴劇-SHUGEKI-（アシックス ドキュメンタリー動画）

### テレビ番組
- GirlsNews〜声優（2010年4月 - 2011年3月 、エンタ!371・PigooHD）
- ぼいすた!（BS-TBS） - 第14回（2011年7月3日放送）、新年会SP（2012年1月1日放送）

### 舞台
- アニ★ゆめセカンドシーズン 東京・恵比寿 AMGホールでの定期公演（レギュラー出演：2009年12月25日 - 2010年5月1日）
- 劇団大富豪若手公演 「Doberman Road〜俺達に必要なモノ…それは勇気だ!〜」（2010年11月19日‐21日、中野スタジオあくとれ）[139]
- 朗読劇「ドッカンぐらぐら」（2011年1月27日・30日、中野ザ・ポケット）
- ガソリーナ Vol.6『 It's alive Unicorn ドードーの旗のもとに外伝 〜Platinum ＆ Gold 〜』（主演：2011年10月26日 - 30日）
- 朗読イベント「英国探偵ミステリア 〜ミステリアスパレード〜」（2012年1月6日、光が丘IMAホール）
- team.roughstyle 第3回公演『桜物語』（2014年9月27日 - 28日、遊空間がざびぃ）
- 朗読＆ライヴ「クマの湯おけ! 東京ドームへの道 〜第１章〜 天窓の湯」（2015年5月16日、四谷天窓）
- ことだま屋本舗☆リーディング部 その9（2016年6月30日・7月2日、テアトルBONBON）
- ガソリーナ リーディングドラマ「ファンレターズ」（2017年6月16日・18日、新宿シアター・ミラクル）
- ことだま屋本舗☆リーディング部 その10（2017年12月6日、新宿シアターモリエール）[140]
- ことだま屋本舗☆リーディング部 その11（2018年8月18日、シダックス・カルチャーホール）
- ことだま屋本舗EXステージvol.5「ことだま屋×Z PART2」（2018年9月15日・16日）
  - 『宇宙人プルカ』（プルカ）
  - 『レオナルド危機一髪』（OL(A)）
- ことだま屋本舗EXステージvol.7「ことだま屋×Z4」『宇宙人プルカ』（2019年5月2日 - 6日、プルカ）
- 声劇和楽団 第七回公演「姫ものがたり」（「瓜子姫」主演：2019年8月30日・31日、紀尾井小ホール）[141]
- ことだま屋本舗EXステージvol.9「SEVEN EDGE / ゆーどうぶ。」（2019年9月22日）
  - 『SEVEN EDGE』（侑莉）
  - 『ゆーどうぶ。』（木紋くれあ）
- ことだま屋本舗EXステージvol.10『サマーヒーロー』（2019年11月10日）
- ことだま屋本舗EXステージ配信トライアル公演『闇狩人⊿』（2021年1月27日、弘の母、アナウンサー、恵子）
- ことだま屋本舗「EXステージ×コミックファイア」『新米オッサン冒険者、最強パーティに死ぬほど鍛えられて無敵になる。』（2021年3月6日、アンジェリカ）
- ことだま屋本舗☆リーディング部その12（2021年9月4日、予防怪人ソナエール、通行人B、戦闘員3、幼なじみ、ナレーション）
- ことだま屋本舗☆リーディング部その13（2022年8月20）
  - 『かくれんぼ』（楓〈ヒマワリ〉）
  - 『夏の揺らめく煙に想ふ』（雅子・同級生）
  - 『怪人スカウトGK』（迂闊怪人クチスベール、通行人、戦闘員2、従業員B、ナレーション〈説明の声〉）

### オーディオブック
- Cafe『Sereno』～癒しを探求する才媛 リケジョ店員と。ハンドミキサー/綿棒耳かき/スライム両耳ケア～～
- 派遣社員あすみの家計簿

### その他コンテンツ
- DAM『あにそんボーカル』「Treasure」[142]
- ネットマーブル ジングル[143]
- まいにちコンパイルハート（天王星うずめ[144]）

## ディスコグラフィ

### キャラクターソング
| 発売日   | 商品名                                                                              | 歌                                                                                         | 楽曲                                                                                                  | 備考                                                |
| 2009年   | 2009年                                                                              | 2009年                                                                                     | 2009年                                                                                                | 2009年                                              |
| -------- | ----------------------------------------------------------------------------------- | ------------------------------------------------------------------------------------------ | --- | --------------------------------------------------- |
| 11月11日 | Treasure                                                                            | 碧陽学園生徒会                                                                             | 「Treasure」                                                                                          | テレビアニメ『生徒会の一存』オープニングテーマ      |
| 11月11日 | Treasure                                                                            | 桜野くりむ（本多真梨子）                                                                   | 「絶対会長宣言！」                                                                                    | テレビアニメ『生徒会の一存』関連曲                  |
| 11月25日 | 妄想☆ふぇてぃっしゅ!                                                                | 碧陽学園生徒会                                                                             | 「妄想☆ふぇてぃっしゅ!」 「上上下下左右左右BA」 「ゆるぱ☆わンダフル」                                 | テレビアニメ『生徒会の一存』エンディングテーマ      |
| 11月25日 | 妄想☆ふぇてぃっしゅ!                                                                | 碧陽学園生徒会 生徒会長と書記                                                              | 「妄想☆ふぇてぃっしゅ!」 「上上下下左右左右BA」 「ゆるぱ☆わンダフル」                                 | テレビアニメ『生徒会の一存』関連曲                  |
| 12月11日 | 生徒会の一存 DVD第1巻特典CD                                                         | 桜野くりむ（本多真梨子）                                                                   | 「妹はもう帰ってこない」                                                                              | テレビアニメ『生徒会の一存』関連曲                  |
| 12月25日 | 生徒会の一存 キャラクター・ファンディスク 桜野くりむ                                | 桜野くりむ（本多真梨子）                                                                   | 「うさまろ ハンター」 「メディアの違いを理解せよ！」 「ぜったいかいちょーせんげん？」                 | テレビアニメ『生徒会の一存』関連曲                  |
| 2010年   |                                                                                     |                                                                                            | |                                                     |
| 1月15日  | 生徒会の一存 DVD第2巻特典CD                                                         | 桜野くりむ（本多真梨子）                                                                   | 「弟は白骨化していた」                                                                                | テレビアニメ『生徒会の一存』関連曲                  |
| 7月30日  | TVアニメ『生徒会の一存』リミックスベストアルバム『踊る生徒会』                      | 碧陽学園生徒会                                                                             | 「Treasure 〜thank you-big hit mix〜」 「妄想☆ふぇてぃっしゅ！ 〜delusions of grandeur mix〜」        | テレビアニメ『生徒会の一存』関連曲                  |
| 7月30日  | TVアニメ『生徒会の一存』リミックスベストアルバム『踊る生徒会』                      | 桜野くりむ（本多真梨子）                                                                   | 「絶対会長宣言！ 〜Kurimu→Crimson→Akachan mix〜」                                                     | テレビアニメ『生徒会の一存』関連曲                  |
| 2011年   |                                                                                     |                                                                                            | |                                                     |
| 8月10日  | 日常のキャラクターソング その5 ゆっこのスラマッパギだよ人生は                       | 相生祐子（本多真梨子）                                                                     | 「ゆっこのスラマッパギだよ人生は」 「ゆっこのギャグ百連発」                                           | テレビアニメ『日常』関連曲                          |
| 2012年   |                                                                                     |                                                                                            | |                                                     |
| 9月28日  | TVアニメ『生徒会の一存』ベストアルバム『コンプリートする生徒会』                    | 桜野くりむ（本多真梨子）                                                                   | 「ぬこのうた」                                                                                        | テレビアニメ『生徒会の一存』関連曲                  |
| 11月21日 | 脳内ONLY                                                                            | team.アルタイル                                                                            | 「脳内ONLY」 「うさみみ・の・そらみみ」                                                               | ゲーム『スタプラ!』関連曲                           |
| 11月21日 | 脳内ONLY                                                                            | 篠之森真夜（本多真梨子）                                                                   | 「脳内ONLY」 「うさみみ・の・そらみみ」                                                               | ゲーム『スタプラ!』関連曲                           |
| 11月23日 | Precious                                                                            | 碧陽学園生徒会Lv.2                                                                         | 「Precious」                                                                                          | テレビアニメ『生徒会の一存 Lv.2』オープニングテーマ |
| 11月23日 | Precious                                                                            | 碧陽学園生徒会Lv.2                                                                         | 「Treasure Lv.2」                                                                                     | テレビアニメ『生徒会の一存 Lv.2』関連曲             |
| 11月23日 | Precious                                                                            | 桜野くりむ（本多真梨子）                                                                   | 「格言 ろっくんロール」 「Precious〜Mariko solo Mix〜」                                               | テレビアニメ『生徒会の一存 Lv.2』関連曲             |
| 2013年   |                                                                                     |                                                                                            | |                                                     |
| 1月25日  | 生徒会の一存 Lv.2 コレクションする生徒会                                            | 碧陽学園生徒会Lv.2                                                                         | 「Fo(u)r Seasons」 「羊が一匹、二匹数えて寝ましょう」 「KIZUNA」 「超絶☆こけてぃっしゅ」 「BLUE SKY」 | テレビアニメ『生徒会の一存 Lv.2』エンディングテーマ |
| 1月25日  | 生徒会の一存 Lv.2 コレクションする生徒会                                            | 桜野くりむ（本多真梨子）                                                                   | 「Pure Pure Canvas」                                                                                  | テレビアニメ『生徒会の一存 Lv.2』エンディングテーマ |
| 1月25日  | 生徒会の一存 Lv.2 コレクションする生徒会                                            | 桜野くりむ（本多真梨子）                                                                   | 「Fo(u)r Seasons 〜Spring mix〜」 「羊が一匹、二匹数えて寝ましょう 〜くりむそろみっくす〜」           | テレビアニメ『生徒会の一存 Lv.2』関連曲             |
| 4月11日  | 英国探偵ミステリア キャラクターソングシリーズvol.3                                  | セーラ・マープル（本多真梨子）                                                             | 「三日月テラスのエトランゼ」                                                                          | ゲーム『英国探偵ミステリア』関連曲                  |
| 2014年   |                                                                                     |                                                                                            | |                                                     |
| 1月29日  | ロボットガールズZ                                                                   | きかい♡少女隊                                                                              | 「ロボットガールズZ」                                                                                 | テレビアニメ『ロボットガールズZ』オープニングテーマ |
| 1月29日  | ロボットガールズZ                                                                   | ロボットガールズ チームZ                                                                   | 「チームZのチカラ！」                                                                                 | テレビアニメ『ロボットガールズZ』エンディングテーマ |
| 2015年   |                                                                                     |                                                                                            | |                                                     |
| 4月22日  | blue moment                                                                         | ソルラルBOB                                                                                | 「blue moment」                                                                                       | テレビアニメ『えとたま』エンディングテーマ          |
| 6月17日  | えとたま キャラクターソングミニアルバム(3) 最強プロデュース!めざせ干支ップ☆アイドル | ウサたん（相坂優歌）、ウマたん（小澤亜李）、キーたん（戸田めぐみ）、イヌたん（本多真梨子） | 「最強プロデュース！めざせ干支ップ☆アイドル」                                                         | テレビアニメ『えとたま』関連曲                      |
| 6月17日  | えとたま キャラクターソングミニアルバム(3) 最強プロデュース!めざせ干支ップ☆アイドル | キーたん（戸田めぐみ）、イヌたん（本多真梨子）                                             | 「ふたりマイウェイ！」                                                                                | テレビアニメ『えとたま』関連曲                      |
| 6月17日  | えとたま キャラクターソングミニアルバム(3) 最強プロデュース!めざせ干支ップ☆アイドル | イヌたん（本多真梨子）                                                                     | 「blue moment［もーっと!イヌたんver.］」                                                              | テレビアニメ『えとたま』関連曲                      |
| 2021年   |                                                                                     |                                                                                            | |                                                     |
| 11月24日 | メギド72 -MUSIC COLLECTION-                                                         | フルフル（本多真梨子）、ダゴン（山岡ゆり）                                                 | 「「おいしい」のレシピ」                                                                              | ゲーム『メギド72』関連曲                            |

### シリーズ一覧
1. ↑  第1期（2009年）、第2期『Lv.2』（2013年）
2. ↑  第1期（2011年）、第2期『オブ・ザ・デッド』（2012年）
3. ↑  第1作『STEINS;GATE』（2011年）、第2作『シュタインズ・ゲート ゼロ』（2018年）
4. ↑  第1期（2014年 - 2015年）、第2期『100』（2015年 - 2016年）
5. ↑  第1期（2017年）、第2期『2』（2019年）
6. ↑  第1期（2019年）、第2期『指先から本気の熱情2-恋人は消防士-』（2021年）
7. ↑  第1期（2020年）、第2期『王子の帰還』（2024年）、第2期『工房戦』（2024年）
8. ↑  第1シーズン（2020年）、第2シーズン（2021年）
9. ↑  ファーストシーズン（2023年）、セカンドシーズン（2023年）
10. ↑  1st Season（2023年）、2nd Season（2024年）

### ユニットメンバー
1. 1 2 3  桜野くりむ（本多真梨子）、紅葉知弦（斉藤佑圭）、椎名美夏（富樫美鈴）、椎名真冬（堀中優希）
2. ↑  桜野くりむ（本多真梨子）、紅葉知弦（斉藤佑圭）
3. ↑  篠之森真夜（本多真梨子）、叶ゆりあ（三上枝織）、坂田凛々子（松井桃子）
4. 1 2  桜野くりむ（本多真梨子）、紅葉知弦（美名）、椎名美夏（富樫美鈴）、椎名真冬（野水伊織）
5. ↑  本多真梨子、水瀬いのり、荒浪和沙、内田真礼、津田美波
6. ↑  本多真梨子、水瀬いのり、荒浪和沙
7. ↑  村川梨衣、大原さやか、松井恵理子、巽悠衣子、相坂優歌、内田真礼、生天目仁美、小澤亜李、渕上舞、戸田めぐみ、佐々木未来、本多真梨子、花守ゆみり